# Couturière à tête rousse
Orthotomus ruficeps
Espèce
Statut de conservation UICN

 LC  : Préoccupation mineure
La Couturière à tête rousse (Orthotomus ruficeps) est une espèce de passereaux de la famille des Muscicapidae.

## Description
Cet oiseau atteint 12 cm pour un poids de 7 g.

## Répartition
Cet oiseau vit en Asie du Sud-Est, et plus précisément se rencontre dans les pays suivants : Brunei, Indonésie, Malaisie, Birmanie, Philippines, Singapour et Thaïlande.